# 聖年
聖年（せいねん、ラテン語: Iobeleus、英語: Holy Year, Jubilee Year）はカトリック教会において、「ローマ巡礼者に特別の赦しを与える」とした年である。なお、ミレニアムの節目に当たる2000年は100年ごとに実施される大聖年であった。ヨベルの年（レビ記25章10節）に由来する。プロテスタントには聖年という概念はない。
1300年、教皇ボニファティウス8世によって最初に聖年が定められた。当初は100年の間隔であったが、のちに50年、33年の間隔に、現在は25年ごとに行われるようになった（通常聖年）。また、教皇がとくに定める特別聖年もある。聖年の期間に付与される免償を受けることができる。

## 概要
教皇ボニファティウス8世が1300年を聖年と定めたのが始まりである。2回目はクレメンス6世の1350年（アヴィニョン捕囚の時期であるがローマへ巡礼すべきこととされた）、3回目はボニファティウス9世の1390年、4回目は1400年である。以後、おおよそ25年ごとに聖年とされた。ただし、1800年と1850年は聖年とされなかった。大聖年とされた2000年は26回目の聖年に当たる。また、2016年にはフランシスコにより特別聖年が実施された。
かつてはローマに巡礼することのできない者に対して、同等の効果を与えるとして贖宥状（いわゆる免罪符）が出された。これはボニファティウス9世当時の教会大分裂という時代にあって、フランスなどの妨害で巡礼者が難儀することを考えての措置であった。しかし、16世紀のトリエント公会議（1545年–1563年）の決議により贖宥状は出されなくなった。
2000年の聖年ではヨハネ・パウロ2世の教皇大勅書（受肉の秘儀）にて規定がされ、指定された教会（日本国内にも所在）が巡礼の対象となった。
2025年の聖年は、2024年12月24日に教皇フランシスコが聖ペトロ大聖堂の聖なる扉を開くことで開始、2026年1月6日にこの扉が閉じられることで終わる。世界各地のカトリック教会では、2024年12月29日から2025年12月28日までが聖年となる。

## 聖なる扉の開放
聖年の際には以下のローマ4大聖堂において、普段聖堂に内側から塗り固められている「聖なる扉 (Porta Santa)」が開放される。最初にこの式が始められたのは、1500年、教皇アレクサンデル6世によってであった。現在の規定では、サン・ピエトロ大聖堂の聖なる扉を教皇が開いたあと、他の3大聖堂の聖なる扉が、教皇の代理者により開かれる。
- サン・ピエトロ大聖堂（聖年初日に開門の儀式が行われ、4大聖堂の中で最初に開放される）
- サン・ジョバンニ・イン・ラテラノ大聖堂
- サン・パオロ・フオーリ・レ・ムーラ大聖堂
- サンタ・マリア・マッジョーレ大聖堂

## 聖年一覧
- 1300年：ボニファティウス8世
- 1350年：クレメンス6世
- 1390年：ボニファティウス9世
- 1400年：ボニファティウス9世
- 1425年：マルティヌス5世
- 1450年：ニコラウス5世
- 1475-1476年：シクストゥス4世
- 1500年：アレクサンデル6世
- 1525年：クレメンス7世
- 1550年：ユリウス3世
- 1575年：グレゴリウス13世
- 1600年：クレメンス8世
- 1625年：ウルバヌス8世
- 1650年：インノケンティウス10世
- 1675年：クレメンス10世
- 1700年：インノケンティウス12世
- 1725年：ベネディクトゥス13世
- 1750年：ベネディクトゥス14世
- 1775年：ピウス6世
- 1825年：レオ12世
- 1875年：ピウス9世
- 1900年：レオ13世（通常聖年およびイエスの聖心への奉献）
- 1925年：ピウス11世（通常聖年および第１ニカイア公会議1600年記念）
- 1926年：ピウス11世（アシジの聖フランシスコ帰天700年記念）
- 1933年：ピウス11世（キリストによる贖いの1900年記念）
- 1950年：ピウス12世
- 1975年：パウロ6世
- 1983年：ヨハネ・パウロ2世（キリストによる贖いの1950年記念）
- 2000年：ヨハネ・パウロ2世（第三千年紀開始の大聖年）
- 2016年：フランシスコ（神のいつくしみの特別聖年）
- 2025年：フランシスコ